# Никола Міяїлович
Никола Міяїлович (серб. Никола Мијаиловић / Nikola Mijailović, нар. 15 лютого 1982, Земун) — югославський та сербський футболіст, що грав на позиції захисника.
Виступав, зокрема, за «Віслу» (Краків) та «Црвену Звезду», а також молодіжну збірну Сербії і Чорногорії.

## Клубна кар'єра
Народився 15 лютого 1982 року в місті Земун. Вихованець юнацьких команд футбольних клубів «Бежанія» та «Обилич».
У 1998 році Никола перейшов з молодіжної команди «Обилича» (чемпіона сезону 1997/98 років) в «Земун», але, не зігравши жодного матчу, через рік був проданий в «Железник». Молодого гравця відправили набиратися досвіду у нижчі ліги — він перейшов в «Сремчицю» на правах оренди строком на 2 роки. Повернувшись в «Железник», Нікола відразу ж завоював довіру тренера і став гравцем основного складу команди.
Своєю грою за останню команду привернув увагу представників тренерського штабу клубу «Вісла» (Краків), до складу якого приєднався на початку 2004 року. Відіграв за команду з Кракова наступні чотири сезони своєї ігрової кар'єри. За цей час двічі виборював титул чемпіона Польщі.
Перебуваючи півроку без клубу, захисник на початку 2008 року підписав контракт з підмосковними «Хімками». Він взяв участь у п'яти матчах Прем'єр-ліги, а потім перейшов у «Црвену Звезду», де зіграв до кінця 2008 року 8 матчів чемпіонату, а потім покинув сербський клуб.
В серпні 2009 року став гравцем польської «Корони» (Кельце), де провів півтора року, після чого перейшов у російський «Амкар», де грав до кінця сезону 2013/14.
Завершив професійну ігрову кар'єру у «Црвені Звезді», у складі якої вже виступав раніше. Повернувся до команди Міяїлович влітку 2013 року і захищав її кольори до припинення виступів на професійному рівні у 2015 році, вигравши у сезоні 2013/14 чемпіонат Сербії.

## Виступи за збірну
Протягом 2002—2004 років залучався до складу молодіжної збірної Сербії і Чорногорії, у складі якої завоював срібну медаль молодіжного чемпіонату Європи 2004 року. Всього на молодіжному рівні зіграв у 16 офіційних матчах, забив 1 гол.

## Титули і досягнення
- Чемпіон Польщі (2):

«Вісла» (Краків): 2003–04, 2004–05
- Чемпіон Сербії (1):

«Црвена Звезда»: 2013–14